# Partido Social Democrata Independente (Portugal)
O Partido Social-Democrata Independente foi um partido político português fundado em 25 de maio de 1974, mas nunca chegou a ser legalizado, caindo no esquecimento pouco tempo depois.
Em 25 de maio de 1974 publicou o seu primeiro manifesto, com Luís Arouca e José Ribeiro dos Santos.